# Une Symphonie alpestre
 (octobre 2024).
Si vous disposez d'ouvrages ou d'articles de référence ou si vous connaissez des sites web de qualité traitant du thème abordé ici, merci de compléter l'article en donnant les références utiles à sa vérifiabilité et en les liant à la section « Notes et références ».

Une Symphonie alpestre, op. 64 (Eine Alpensinfonie) est une œuvre de Richard Strauss composée entre 1911 et 1915, créée le 28 octobre 1915 à la Philharmonie de Berlin avec la Hofkapelle de Dresde sous la direction du compositeur.
Le terme « symphonie » est paradoxalement rare dans l'œuvre de Strauss : si on excepte deux compositions de jeunesse, il n'en a écrit qu'une seule autre, la Sinfonia Domestica, datant de 1902. Ces deux opus sont d'ailleurs plus des poèmes symphoniques de vaste ampleur que de véritables symphonies. L'Alpestre se compose d'ailleurs de nombreuses courtes pièces, jouées d'une seule traite, et non pas de mouvements. Il s'agit, chronologiquement parlant, du dernier poème symphonique du musicien.
Strauss était un homme féru de montagne : il acquit en 1908 une villa à Garmisch dans les Alpes bavaroises où il vécut jusqu'à sa mort.
Sa Symphonie alpestre reste très descriptive comme l'attestent les sous-titres des différentes parties : on peut y entendre l'appel des cors alpins, différents oiseaux aux vents, les flots tumultueux du torrent aux cordes, jusqu'aux tintements des clochettes d'un troupeau dans le pâturage. Sa musique décrit chronologiquement une randonnée jusqu'au sommet et à l'arrivée de la nuit. Une autre interprétation, plus métaphysique, est donnée par le musicien lui-même, dans son journal où il dit avoir voulu sous-titrer son œuvre comme Antéchrist en référence avec l'ouvrage de Friedrich Nietzsche. C'est après la mort de Nietzsche en 1900 que Strauss s'attelle à la composition de cette œuvre qui est à l'origine un hommage au peintre suisse Karl Stauffer-Bern — qui se suicida en 1891 à l'âge de 33 ans —, et qui devait s'intituler La Tragédie de l'artiste.
L'orchestration en est particulièrement riche, même par rapport aux autres œuvres symphoniques de Strauss. Celui-ci emploie plusieurs instruments inhabituels dont une machine à vent dans les percussions, un heckelphone, espèce de hautbois au registre plus grave, ou l'emploi d’aérophones, dispositifs permettant de tenir une note particulièrement prolongée aux vents. Il emploie également, en plus du pupitre des vents de l'orchestre, une fanfare séparée constituée de 12 cors, deux trompettes et deux trombones.
La symphonie est jouée comme un tout, sans coupure mais comporte 22 parties. Son exécution demande un peu moins d'une heure.
1. Nacht (Nuit)
2. Sonnenaufgang (Lever de soleil)
3. Der Anstieg (L'ascension)
4. Eintritt in den Wald (Entrée dans la forêt)
5. Wanderung neben dem Bache (Marche à côté du ruisseau)
6. Am Wasserfall (A la cascade)
7. Erscheinung (Apparition)
8. Auf blumigen Wiesen (Sur les Prés fleuris)
9. Auf der Alm (Sur le Pâturage)
10. Durch Dickicht und Gestrüpp auf Irrwegen (Errance à travers fourrés et taillis)
11. Auf dem Gletscher (Sur le glacier)
12. Gefahrvolle Augenblicke (Moments dangereux)
13. Auf dem Gipfel (Au sommet)
14. Vision (Vision)
15. Nebel steigen auf (Le brouillard se lève)
16. Die Sonne verdüstert sich allmählich (Le soleil s'obscurcit peu à peu)
17. Elegie (Elégie)
18. Stille vor dem Sturm (Calme avant la tempête)
19. Gewitter und Sturm, Abstieg (L'orage et tempête, descente)
20. Sonnenuntergang (Coucher de soleil)
21. Ausklang (Épilogue)
22. Nacht (Nuit)

## Orchestration
| Instrumentation de Une symphonie alpestre |
| Cordes |
| premiers violons, seconds violons, altos, violoncelles, contrebasses, 2 harpes |
| Bois |
| 2 piccolos jouant les 3e et 4e flûtes, 2 flûtes, 2 hautbois, 1 cor anglais jouant le 3e hautbois, 1 heckelphone, 1 petite clarinette, 2 clarinettes en si ♭, 1 clarinette basse jouant aussi de la clarinette en ut, 3 bassons, 1 contrebasson jouant le 4e basson orgue |
| Cuivres |
| 4 cors, 4 tubas wagnériens jouant les 5e, 6e, 7e et 8e cors, 4 trompettes, 4 trombones, 2 tubas |
| Fanfare (derrière la scène) |
| 12 cors, 2 trompettes, 2 trombones |
| Percussions |
| 2 jeux de timbales, glockenspiel, cloches, éoliphone, plaque tonnerre,caisse claire, triangle, grosse caisse, cymbales, tam-tam, célesta |

## Discographie
Parmi les nombreuses versions de cette œuvre, on peut citer parmi les plus appréciées :
- Karl Böhm avec la Staatskapelle de Dresde en 1957 (DGG)
- Ievgueni Mravinski avec l'Orchestre philharmonique de Leningrad en 1962 (Melodiya)
- Rudolf Kempe avec la Staatskapelle de Dresde en 1971 (EMI)
- Herbert von Karajan avec l'Orchestre philharmonique de Berlin en 1980 (DGG, édition Gold)
Cette version est célèbre dans l'histoire de la musique pour avoir été, en 1982, l'un des deux premiers albums produits sous le tout nouveau format CD
(l'autre étant The Visitors du groupe ABBA).
- Bernard Haitink avec l'Orchestre royal du Concertgebouw d'Amsterdam en 1985 (Philips Classics)
- Georg Solti avec l'Orchestre symphonique de la Radiodiffusion bavaroise (Decca)
- Daniel Barenboim avec l'Orchestre symphonique de Chicago en 2005 (Elatus)

- Kent Nagano avec le Deutsches Symphonie-Orchester Berlin (DVD Arthaus)